# Domenico De’ Paoli
Domenico De’ Paoli (* 8. Juni 1894 in Valdagno; † 24. September 1984 in Rom) war ein italienischer Musikwissenschaftler, Musikkritiker und Komponist.
De’ Paoli war musikalischer Autodidakt und hatte erst ab dem fünfzehnten Lebensjahr Klavierunterricht bei Gian Francesco Malipiero in Venedig. 1920 lernte er Alfredo Casella kennen, mit dem er zusammenarbeitete und freundschaftlich verbunden blieb. Später studierte er Musikwissenschaft bei Giulio Bas und Giacomo Benvenuti. Von 1923 bis 1925 organisierte und leitete er die Kammerkonzerte am Istituto d'arte e d'alta cultura in Mailand. In der gleichen Zeit begann er seine Tätigkeit als Musikkritiker. 1929 wurde er Herausgeber der Zeitschrift Musica d'oggi.
1931 ging er nach Paris, wo er Vorträge über seine Forschungen zur modernen italienischen Musik hielt und mit führenden Persönlichkeiten aus der Welt der Kultur zusammentraf. Unter anderem vermittelte er ein Treffen zwischen Antoine de Saint-Exupéry und Luigi Dallapiccola, der Musik zu dessen Vol de Nuit komponieren wollte. 1940 kehrte er nach Italien zurück. Von 1945 bis 1950 arbeitete er als Musikkritiker für die Zeitschrift Il Giornale della sera, danach bis 1952 für La Giustizia. Daneben verfasste er Beiträge für den Rundfunk und Zeitschriften wie La Rassegna musicale, La Revue musicale, Music and letters, Chesterian und Modern Music.
Im Mittelpunkt seines musikwissenschaftlichen Interesses stand die zeitgenössische italienische Musik, vertreten durch Komponisten wie Ildebrando Pizzetti, Gian Francesco Malipiero, Franco Alfano, Alfredo Casella, Ottorino Respighi und Vincenzo Tommasini. 1939 erschien in Rom sein Hauptwerk La crisi musicale italiana (1900-1930). Er widmete sich auch aktiv der Verbreitung der Werke zeitgenössischer Komponisten. So brachte er 1944 in Rom Dallapiccolas Sex Carmina Alcaei zur Uraufführung.
Als Komponist trat De’ Paoli mit einigen Klavierwerken (u. a. Per una favola serena. Sei impressioni musicali per pianoforte 1932, Soirée dansante, cinque piccole danze (precedute da un’entrata) per pianoforte 1932, Pastorale e berceuse) sowie Bearbeitungen von Volksmusik und gälischen Liedern für Stimme und Klavier bzw. Orchester hervor. 1954 erschienen Dolce sonno dal cielo scendi... Ninne nanne popolari italiane e d’altri paesi, für Gesang und Klavier bearbeitet.

## Schriften
- I. Stravinskij. Da L’Oiseau de feu a Persefone, 1931, zweite Auflage 1935
- La crisi musicale italiana (1900-1930), 1939
- C. Monteverdi, 1945, 1979
- La musica contemporanea, 1952
- L’opera italiana dalle origini fino all'opera verista, 1954

## Quelle
- treccani.it - De Paoli, Domenico

| Personendaten    | Personendaten                                                   |
| ---------------- | --------------------------------------------------------------- |
| NAME             | De’ Paoli, Domenico                                             |
| KURZBESCHREIBUNG | italienischer Musikwissenschaftler, Musikkritiker und Komponist |
| GEBURTSDATUM     | 8. Juni 1894                                                    |
| GEBURTSORT       | Valdagno                                                        |
| STERBEDATUM      | 24. September 1984                                              |
| STERBEORT        | Rom                                                             |